# Епіхейрема
Епіхейрема — складноскорочений силогізм, у котрому засновками є ентимеми.